# Lyle Wheeler
Pour les articles homonymes, voir Wheeler.
Lyle Reynolds Wheeler, ou Lyle R. Wheeler, est un directeur artistique et chef décorateur de cinéma américain, né le 2 février 1905 à Woburn (Massachusetts), mort le 10 janvier 1990  à Woodland Hills (Californie), d'une pneumonie. Il a travaillé sur plus de trois-cent cinquante films, a été nommé vingt-neuf fois aux oscars et en a remporté cinq.

## Biographie
Après des études à la University of Southern California, il travaille comme graphiste pour un magazine et comme designer industriel. En 1936, il est engagé comme scénographe par David O. Selznick pour son studio de cinéma, Selznick International Pictures. Il s'y révèle talentueux, créant des scénographies de qualité à des coûts raisonnables, ce qui en fait rapidement un directeur artistique demandé par l'industrie du film. 
Au cours d'une carrière de plus de 40 ans, Wheeler a été chargé de la direction artistique de plus de trois-cent cinquante films dont beaucoup sont considérés comme des classiques, comme Une étoile est née, Le Lys de Brooklyn, Les Dolly Sisters, Ambre, Niagara, Sept Ans de réflexion...
Il remporta à cinq reprises l'Oscar des meilleurs décors pour lequel il fut nommé à vingt-neuf reprises. En 1952, il fut nommé pour quatre films, trois en 1953 et deux autres années pour deux films.

## Filmographie partielle
- 1938 : La Famille sans-souci (The Young in Heart) de Richard Wallace
- 1945 : Molly and Me de Lewis Seiler
- 1945 : Broadway en folie (Diamond Horseshoe), de George Seaton
- 1946 : Colonel Effingham's Raid d'Irving Pichel
- 1946 : Wake Up and Dream de Lloyd Bacon
- 1948 : Choisie entre toutes (You Were Meant for Me) de Lloyd Bacon
- 1948 : Broadway mon amour (Give My Regards to Broadway) de Lloyd Bacon
- 1949 : You're My Everything de Walter Lang
- 1949 : Les Sœurs casse-cou (Come to the Stable) de Henry Koster
- 1950 : La Belle de Paris (Under My Skin) de Jean Negulesco
- 1950 : Stella de Claude Binyon
- 1951 : Aventure à Tokyo (Call Me Mister) de Lloyd Bacon
- 1951 : Chéri, divorçons (Let's Make It Legal) de Richard Sale
- 1951 : Madame sort à minuit (Half Angel) de Richard Sale
- 1952 : Gosses des bas-fonds (Bloodhounds of Broadway) de Harmon Jones
- 1952 : Seules les femmes savent mentir (My Wife's Best Friend) de Richard Sale
- 1953 : Le crime était signé (Vicki) de Harry Horner
- 1953 : Tempête sous la mer (Beneath the 12-Mile Reef) de Robert D. Webb
- 1953 : La Folle Aventure (The I Don't Care Girl) de Lloyd Bacon
- 1953 : Meurtre prémédité (A Blueprint for Murder) d'Andrew L. Stone
- 1954 : L'Attaque de la rivière rouge (The Siege at Red River) de Rudolph Maté
- 1956 : L'Enfant du divorce (Teenage rebel) d'Edmund Goulding
- 1960 : Le Milliardaire (Let's make love) de George Cukor

## Distinctions

### Oscars de la meilleure direction artistique
- 1939 : Autant en emporte le vent
- 1946 : Anna et le Roi de Siam
- 1953 : La Tunique
- 1956 : Le Roi et moi
- 1959 : Le Journal d'Anne Frank